# Marwan Al Saffar
Marwan Ibrahim Ahbed Abdulla Al Saffar o Marwan Al Saffar (25 de abril de 1992, Dubái, Emiratos Árabes Unidos) es un futbolista emiratí, que juega como defensa y actualmente no tiene equipo.

## Selección nacional

### Participaciones en Copas del Mundo
| Mundial                     | Sede  | Resultado        | Partidos | Goles |
| --------------------------- | ----- | ---------------- | -------- | ----- |
| Copa Mundial Sub-17 de 2009 | Suiza | Octavos de final | 4        | 1     |

## Clubes
| Club    | País                   | Año         |
| ------- | ---------------------- | ----------- |
| Al-Nasr | Emiratos Árabes Unidos | 2009 - 2010 |